# Ибн Амир аль-Яхсуби
Абу Умар ‘Абдуллах ибн ‘Амир аль-Яхсуби, более известный как Ибн Амир аш-Шами (араб. ابن عامر الشامي‎; ум. 736 г.) — один из семи канонических передатчики чтений (кираат) Корана, табиин.

## Биография
Его полное имя: Абу Умар ‘Абдуллах ибн ‘Амир ибн Язид ибн Тамим ибн Раби‘а аль-Яхсуби ад-Димашки аш-Шами. Он был родом из Дамаска (совр. Сирия), но имел южноарабское происхождение. Его поручителями были Усман ибн Аффан, Абу ад-Дарда и другие сподвижники. Он поселился в Дамаске, где аль-Валид ибн Абдул-Малик назначил его судьёй, а Язид и Ибрахим ибн аль-Валид — начальником полиции. Его чтение (кираат) было принято жителями Дамаска.
Из семи самых известных передатчиков чтания Корана, Ибн Амир был самым старшим, в то время как Али аль-Кисаи был самым молодым. Подобно Ибн Касиру Аль-Макки у Ибн Амира не было учеников, которые бы распространили свой метод чтения. В качестве прямых учеников имел своего брата Абдуррахмана и Яхью ибн аль-Хариса ад-Димари (ум. 762), которого Ибн Кутайба включает в число семи канонических чтецов, вскользь упоминая Ибн Амира. Чтение Ибн Амира передавалось через
Абдуллаха ибн Ахмада ибн Даквана (ум. 856 г.) и судьи Дамаска Хишама ибн Аммара ас-Сулами (ум. 859 г.) и. Среди других передатчиков чтения Ибн Амира можно отметить Абдуллаха ибн Амира ибн Курайза.
Умер в 736 году, что соответствует 118 году мусульманского календаря.